# Stop de Bezetting
Stop de Bezetting (SdB) is een Nederlandse actiegroep, opgericht door Gretta Duisenberg, die zich ten doel stelde steun te verlenen aan het Palestijnse volk bij het stoppen van de bezetting door Israël en de erkenning van een autonoom Palestina. De organisatie werd gestart in 2002 met de organisatie van een internationale petitie die opriep een einde te maken aan de Israëlische bezetting van de Palestijnse gebieden. In de jaren daarna werden diverse acties gevoerd om deze eis te ondersteunen. In de tweede helft van jaren 2010 werd de actiegroep minder zichtbaar.

## Organisatie
Vanaf de oprichting tot juni 2016 was Gretta Duisenberg voorzitter van de stichting. Activiste Sonja van den Ende verkondigde in  een nieuw SdB-blog dat zij per 1 juni 2016 het voorzitterschap over had genomen van Duisenberg. Zij had toen al enige tijd zitting in het bestuur.
Aanvankelijk bestond er een Comité van Aanbeveling waarin onder andere Marjan Berk, Marcel van Dam, Mohamed Rabbae en Leon Wecke zitting hadden.

### Doelstellingen
Stop de Bezetting formuleerde een aantal doelstellingen. Anno 2016 stelde de stichting dat zij
- zich expliciet inzet voor de legitieme rechten van het Palestijnse volk, zoals die in VN resoluties en beginselen van het internationaal recht zijn vastgelegd;
- steun verleent aan het Palestijnse volk bij het stoppen van de bezetting door Israël en de erkenning van een autonoom Palestina op basis van het recht op zelfbeschikking en het recht op de terugkeer van Palestijnse vluchtelingen en compensatie;
- informatie verstrekt over de bezetting van Palestina door Israël;
- lobbyt bij regeringen van met name EU-lidstaten "om Israël te bewegen zich terug te trekken uit alle sinds 1967 bezette gebieden en uitvoering te geven aan VN en andere resoluties ter zake";
- concrete steun geeft aan het Palestijnse volk tijdens dit proces.

## Historie

### Start in 2002
In het voorjaar van 2002, na de grote demonstratie "Stop de oorlog tegen de Palestijnen" op 13 april 2002 in Amsterdam, begon Gretta Duisenberg zich publiekelijk te profileren voor de Palestijnse zaak. Enkele maanden na de demonstratie van 13 april richtte ze een actieplatform op, waarvan ze voorzitter werd.
Verscheidene grote demonstraties gedurende de Tweede Intifada bracht zowel oudere organisaties, zoals het Nederlands Palestina Komitee (NPK), Komitee Marokkaanse Arbeiders in Nederland (KMAN) en Een Ander Joods Geluid, alsook nieuwe, zoals Een Ander Joods Geluid, SdB, Arabisch-Europese Liga en Jongeren voor Palestina bij elkaar.
Op 23 september 2002 werd op initiatief van Duisenberg de petitie "Stop de bezetting" gepresenteerd. Op de toenmalige website van 'Stop de bezetting' werd opgeroepen de petitie te ondertekenen. De petitie, mede namens 16 joodse vredesgroepen uit acht Europese landen, werd de volgende dag als advertentie in de Volkskrant geplaatst. Onder de ondertekenaars bevonden zich 180 prominente Nederlanders, waaronder oud-premier Dries van Agt, toenmalig PvdA-fractieleider Jeltje van Nieuwenhoven, schrijver Jan Wolkers en bisschop Tiny Muskens. De voltallige Eerste- en Tweede-Kamerfracties van de SP ondertekenden de petitie. Harry van Bommel was een van de initiatiefnemers.
De petitie was gericht tegen de Israëlische bezetting van de Westelijke Jordaanoever en de Gazastrook. Zij pleitte voor een levensvatbare staat Palestina, naast een staat Israël binnen veilige grenzen. Als Israël blijft weigeren een eind te maken aan de bezetting van de Palestijnse gebieden, dan zou dat land zo nodig onder economisch onder druk moeten worden gezet, bijvoorbeeld door opschorting van het associatieverdag tussen de EU en Israël. Ook zou er een rechtvaardige oplossing moeten komen voor het probleem van de Palestijnse vluchtelingen.
In de petitie werd een beroep gedaan op de Verenigde Naties en de Europese Unie om de druk op de regering Sharon op te voeren om zich terug te trekken uit de Palestijnse gebieden.
In vijf dagen tijd werd de petitie 5000 keer ondertekend. Op 14 december 2004 overhandigde Duisenberg aan de Kamercommissie van Buitenlandse Zaken ruim 58.000 handtekeningen van mensen die de petitie ondersteunden.

### Latere acties

Palestijnse vlag.

In de periode 2002 tot 2014 werd aan verschillende acties meegedaan en organiseerde voorzitter Gretta Duisenberg namens het platform verschillende reizen naar de Palestijnse gebieden om aandacht voor de humanitaire situatie te vragen. Sindsdien leidt de stichting een marginaal bestaan.
- De actiegroep maakte verschillende reizen naar de Palestijnse gebieden om aandacht te vragen voor de humanitaire situatie en mensenrechten. In 2003 gingen verschillende artsen mee om de nadruk te leggen op de medische toestand.[16] In 2005 werd voorzitter Duisenberg tijdens een reis van de actiegroep door Israël geweigerd het land in te reizen.[17]
- In 2004 richtten leden samen met het Nederlands Palestina Komitee en de Palestijnse Gemeenschap Nederland de initiatiefgroep Stop de Muur op. De groep sprak zich uit tegen de barrière die Israël op de Westelijke Jordaanoever bouwt.[18]
- In december 2004 overhandigde Duisenberg aan de Tweede Kamerleden Fenna Vergeer (SP), Henk de Haan (CDA) en Farah Karimi (GroenLinks) een petitie van de actiegroep die Israël opriep "om de Palestijnse gebieden onmiddellijk te verlaten en eraan bij te dragen dat de Palestijnen een menswaardig bestaan kunnen opbouwen". De petitie was door ruim 58.000 mensen ondertekend.[19]
- In mei 2006 was de stichting een van de negen organisaties die een demonstratie op Schiphol steunde gericht tegen de wapendoorvoer vanuit de VS naar met name Libanon en Israël.[20]
- In 2008 steunde SdB een actie van de PEACE-Consumentenvereniging om producten uit Israëlische nederzettingen in de Palestijnse Gebieden te boycotten.[21] PEACE stelde dat die producten geëtiketteerd als Israëlische producten illegaal in de EU worden ingevoerd, waardoor ze ten onrechte gebruik maken van de voorwaarden van het het EU-associatieverdrag.[22] SdB kondigde aan samen met PEACE aangifte van fraude te gaan doen bij het Openbaar Ministerie en via de rechter alle grootwinkelbedrijven te dwingen om de consumenten de juiste informatie te verschaffen/ De organisatie ondersteunde PEACE bij de dagvaarding van de supermarkten.[21] Op 27 juni 2008 werd aangifte gedaan tegen Nederlandse importeurs en Israëlische exporteurs van producten afkomstig van nederzettingen in de bezette gebieden.[22]
- Na de steun van Stop de Bezetting aan PEACE-Consumentenvereniging werd het antwoordnummer overspoeld met ongefrankeerde briefkaarten. Toen dat antwoordnummer gesloten werd, werd een nieuwe serie kaarten verzonden met als valselijk retour-afzenderadres het postbusadres van de stichting Stop de Bezetting. Ook deze mailing was ongefrankeerd. De stichting deed melding bij de postale recherche.[23]
- In 2011 deed de organisatie tegen het advies van minister Rosenthal mee met de tweede 'Gaza-vloot' (Freedom Flotilla II) om hulpgoederen over zee naar de Gazastrook te brengen.[24]
- In 2014 werd een initiatief van BDS Nederland gesteund dat het ABP pensioenfonds opriep investeringen in Israëlische banken terug te trekken.[25]
- Als activist, journalist en voorzitter van SdB sprak Sonja van den Ende in juli 2017 via het televisiekanaal van Al Mayadeen haar steun uit voor de "Al-Quds campagne" die door de zender was gestart. Ze zei dat ze het een goed initiatief vond om de Palestijnse zaak te steunen, om te laten zien dat Al-Quds behoort tot de Palestijnen om in vrijheid en waardig te bidden.[26]

Toen Sonja van den Ende in 2016 voorzitter werd, werd de oorspronkelijke website vervangen door een blog, waarop een aantal artikelen werd geplaatst over het Midden-Oostenconflict met een anti-Israëlisch of antizionistisch karakter. Het blog wordt sinds september 2020 niet meer bijgehouden.

## Beschuldiging van antisemitisme
In februari 2014 deden het Centrum Informatie en Documentatie Israel (CIDI) en het Meldpunt Discriminatie Internet (MDI) aangifte tegen de stichting vanwege de plaatsing op hun website van een artikel van de Amerikaanse Freedom Research Foundation, getiteld "The Jewish hand behind Internet Google, Facebook, Wikipedia, Yahoo!, MySpace, eBay". Als bron van het artikel uit 2009 noemde SdB de website Radio Islam. Volgens de aangifte wordt in het artikel gesteld, "dat Joden het internet beheersen met als doel om de informatie die daarop verschijnt te controleren". De klagende partijen achtten het artikel beledigend voor Joden. Er werd ook aangifte gedaan wegens het aanzetten tot haat, discriminatie en geweld. Het artikel op de website leidde ook tot kamervragen van de PVV. Minister Asscher van Sociale Zaken en Werkgelegenheid stelde in beantwoording zes weken later dat het artikel niet op de website werd aangetroffen.